# شنا در برابر جزر و مد
شنا در برابر جزر و مد (به انگلیسی: Swimming against the tide) فیلمی هندی محصول سال ۲۰۱۳ و به کارگردانی آر. اس دورای سنتیلکومار است. در این فیلم بازیگرانی همچون سیواکارتکیان، پریا آناند، ناندیتا سویتا، دنوش و نایانتارا ایفای نقش کرده‌اند.